# المركز الوطني لتنمية الموارد البشرية السياحية
المركز الوطني لتنمية الموارد البشرية السياحية اختصارا (تكامل) مركز حكومي تابع لـوزارة السياحة. كان أحد برامج قطاع التخطيط مع بدء عمل الهيئة عام 2000، ثم في عام 2010 تحول إلى مركز مستقل عن بقية مشاريع الهيئة. يختص المركز بزيادة فرص التوطين في مهن القطاع السياحي، عبر تحفيز التعليم والتدريب، وإزالة معوقات المجال من أمام الشباب، واعتماد المعايير المهنية للأداء.
درب المركز في الفترة من 2012-2018 نحو 24 ألف مواطن ومواطنة، ضمن حزمة من البرامج التأهيلية والتوعوية في القطاع السياحي. وتتنوع برامجه ما بين برامج قصيرة أو منتهية بالتوظيف وبرامج التوعية المهنية، بالتعاون مع كليات ومعاهد وأكاديميات متخصصة حول السعودية.

## أهداف ومهام المركز
يهدف مركز (تكامل) إلى زيادة مساهمة الكوادر الوطنية في القطاع السياحي والحد من الاستقدام، ويعمل على إيجاد بيئة تنظيمية مؤسساتية تنمي وتطور الموارد البشرية السياحية الوطنية، إضافة إلى تحفيز الاستثمار في تنمية الموارد البشرية السياحية، عبر تشجيع إنشاء جهات التعليم والتدريب السياحي. ويتم من خلاله إعداد وتنفيذ الاستراتيجيات والخطط المتعلقة بالتوطين الشامل لوظائف القطاع السياحي. وهو يختص بتوحيد وتنسيق الأدوار والجهود والمسؤوليات التابعة للشركاء المباشرين في تنمية الموارد البشرية السياحية، كما يطور أسس ومعايير للجودة في مجال التعليم والتدريب السياحي، عبر إنشائه نظامًا موحدًا لمعايير الاعتماد الأكاديمي والمهني للتدريب والتعليم السياحي. إلى جانب تقديمه برامج تدريبية لدعم المنشآت السياحية الصغيرة والمتوسطة، وبرامج التوعية المهنية السياحية للطلاب وملاك ومشغلي أماكن الخدمات، والعاملين في القطاعات المتعلقة، وإعداد الدراسات والتقارير الخاصة بالقطاع.

## البرامج

### برامج منتهية بالتوظيف
هي برامج تدريب مشتركة مع الشركات ومؤسسات القطاع الخاص، يوجهها المركز للطلاب الذين لم يستطيعوا إكمال تعليمهم، وخريجي الثانوية العامة، وحاملي درجة البكالوريوس الذي لم تتوافق مؤهلاتهم مع متطلبات سوق العمل. تتراوح مدة الالتحاق بها من 4 أشهر حتى عام كامل، ويغطي 25% من البرامج جانبًا نظريًا يتناول معارف أساسية كاللغة الإنجليزية ومهارات الحاسب والمهارات الأساسية للعمل في هذا المجال، و75% عبارة عن تدريب عملي على مهن معينة في القطاع.

### برامج تدريب قصيرة
هي دورات ولقاءات تدريبية قصيرة الأمد يعقدها المركز باستمرار في مدن مختلفة حول السعودية، تتناول مهارات العاملين، والأمن والسلامة والجودة في القطاع السياحي، والعلاقات العامة والمراسم والبروتوكول، إضافة لتنظيم الأحداث والقيادة، وبرنامج تأهيل المرخصين للإيواء وتنظيم الرحلات ووكالات السفر والسياحة.

### برامج توعية مهنية
هي برامج تعمل على تشجيع المواطنين للالتحاق بوظائف القطاع السياحي، عبر حملات توعوية تبرز المزايا التي يوفرها القطاع. وهي تستهدف طلبة المدارس والجامعات، وتنظم لهم زيارات للمنشآت السياحية، وتقيم المهرجانات التي تعرف بالمهن السياحية، كما تتواجد هذه الحملات في أيام المهنة، واللقاءات والندوات ذات العلاقة. وتتوجه برامج التوعية المهنية أيضًا إلى منسوبي القطاعات الخدمية المتصلة بخدمات السياح، عبر التدريب على السلوكيات والمهارات اللازمة، وأساليب وأنماط التعامل المهني، بحسب احتياجات القطاعات وفئاتها.